# Enrique Dussel
Enrique Dussel   (La Paz, 24 de desembre de 1934 - Ciutat de Mèxic, 5 de novembre de 2023) fou un filòsof argentí naturalitzat mexicà, considerat un dels majors exponents del marxisme a l'Amèrica Llatina.

## Biografia
Llicenciat i doctorat en filosofia, llicenciat en ciències de la religió i doctorat en història, fou declarat doctor honoris causa a la Universitat de Friburg el 1981 i a la Universitat Mayor de San Andrés de La Paz. Exercí de professor d'ètica del departament de filosofia de la Universitat Autònoma Metropolitana i a la Universitat Nacional Autònoma de Mèxic, i fou coordinador de l'Associació de Filosofia i Alliberament.
Exiliat a Mèxic des de 1975, fou considerat com un dels grans exponents del pensament filosòfic llatinoamericà. Autor d'una gran quantitat de llibres, el seu pensament recorregué temes com la teologia, política, ètica, filosofia política, estètica i ontologia. Fou crític de la postmodernitat o «tardomodernitat» apel·lant a un «nou» moment denominat «transmodernitat». Establí diàleg amb filòsofs com Karl-Otto Apel, Gianni Vattimo, Jürgen Habermas, Richard Rorty i Emmanuel Lévinas, essent un crític amb el pensament contemporani.

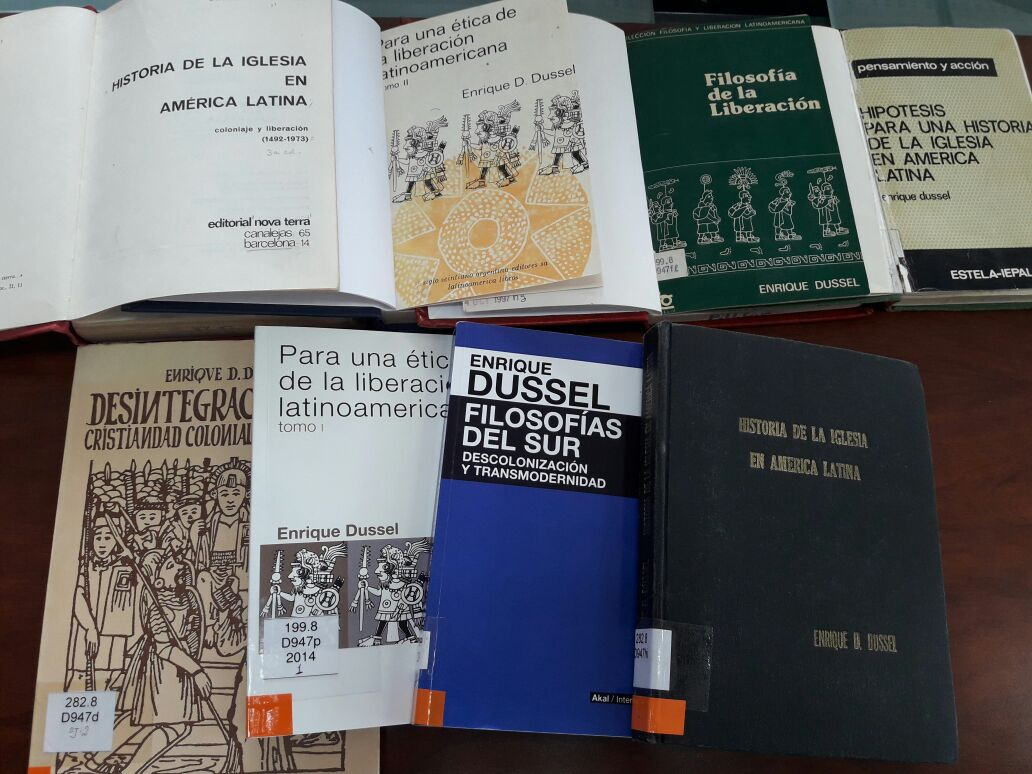
Fotografia de llibres escrits per Enrique Dussel

La seua major contribució fou la «filosofia de l'alliberament», on criticà el mètode filosòfic clàssic i proposà l'«analèctica» com a un nou mètode de pensament crític integral sobre la realitat humana.